# Långesjön (Tönnersjö socken, Halland)
Långesjön är en sjö i Halmstads kommun i Halland och ingår i Genevadsåns huvudavrinningsområde. Sjön är 7,5 meter djup, har en yta på 0,173 kvadratkilometer och befinner sig 49,2 meter över havet. Sjön avvattnas av vattendraget Alslövsån. Vid provfiske har bland annat abborre, gers, gädda och mört fångats i sjön.

## Delavrinningsområde
Långesjön ingår i det delavrinningsområde (628392-133304) som SMHI kallar för Inloppet i Backasjön. Medelhöjden är 67 meter över havet och ytan är 4,27 kvadratkilometer. Räknas de 8 avrinningsområdena uppströms in blir den ackumulerade arean 35,56 kvadratkilometer. Alslövsån som avvattnar avrinningsområdet har biflödesordning 2, vilket innebär att vattnet flödar genom totalt 2 vattendrag innan det når havet efter 17 kilometer. Avrinningsområdet består mestadels av skog (89 %). Avrinningsområdet har 0,41 kvadratkilometer vattenytor vilket ger det en sjöprocent på 9,5 %.

## Fisk
Vid provfiske har följande fisk fångats i sjön:
- Abborre
- Gärs
- Gädda
- Mört
- Sarv
- Sutare